# Josip Bratulić
Josip Bratulić (Sveti Petar u Šumi, 13. veljače 1939.), hrvatski filolog i povjesničar književnosti, akademik, predsjednik Matice hrvatske, dekan Filozofskog fakulteta u Zagrebu.

## Životopis

### Mladost i školovanje
Josip Bratulić je rođen u Svetom Petru u Šumi, 1939. godine. Osnovnu školu pohađao je u rodnome mjestu, a gimnaziju u Pazinu. Upisao je Filozofski fakultet Sveučilišta u Zagrebu, gdje je završio studij hrvatskoga jezika i jugoslavenskih književnosti te komparativnu književnost. Na istome je fakultetu 1975. godine magistrirao te doktorirao s temom Istarski razvod kao književni spomenik srednjovjekovne Istre.

### Znanstvena i pedagoška djelatnost
Nakon završetka studija radio je u Staroslavenskom institutu »Svetozar Rittig«, a zatim je 1977. godine prešao na Filozofski fakultet, gdje je redoviti profesor na Katedri za stariju hrvatsku književnost do umirovljenja. Bio je dekan toga Fakulteta početkom 1990-ih.
U Razred za filološke znanosti Hrvatske akademije znanosti i umjetnosti izabran je za člana suradnika prvi put 19. svibnja 1988., a drugi put 28. svibnja 1998. godine. Za redovitoga člana HAZU-a izabran je na Glavnoj skupštini 18. svibnja 2000. godine. Bio je predsjednik Matice hrvatske, od 1996. do 2002. godine.
Bavi se proučavanjem starije hrvatske književnosti i srednjovjekovnih slavenskih književnosti pa je iz toga znanstvenog područja objavio niz rasprava i pojedinačnih knjiga. Uz monografiju o Istarskom razvodu (1978.) objavio je kritičko izdanje toga dragocjena hrvatskog spomenika srednjovjekovne Istre, koje je dosad doživjelo tri izdanja. Objavio je kritičko izdanje Vinodolskog zakona, kao i nekoliko vrlo važnih pretisaka starih hrvatskih knjiga što ih je popratio pogovorima i tumačenjima (Prva hrvatskoglagoljska početnica; Franjo Glavinić, Četiri poslidnja človika; Matija Antun Relković, Satir; Josip Relković, Kućnik; Antun Kanižlić, Sveta Rožalija; Ljudevit Gaj, Kratka osnova; Lekcionar Bernardina Splićanina itd.). Priredio je i preveo Žitja Konstantina Ćirila i Metoda (tri izdanja). Priredio je Izabrane poslanice svetoga Jeronima.
Urednik je biblioteke Histria Croatica. Za seriju Istra kroz stoljeća priredio je desetak knjiga. S hrvatskim kiparom Želimirom Janešom ostvario je jedinstveno spomen-obilježje glagoljašima i glagoljaštvu, Aleju glagoljaša Roč–Hum, za koju je napisao i vodič.
Njegova knjiga Hrvatski ex libris prva je knjiga u Hrvatskoj o ex librisima.

### Politička djelatnost
Devedesetih godina dvadesetoga stoljeća aktivirao se u politici, u HKDS-u/HKDU-u.
Kao kandidat HKDS-a u Koaliciji narodnog sporazuma kandidirao se na prvim višestranačkim izborima, 1990. godine za zastupnika u Sabor Republike Hrvatske u Izbornoj jedinici Općina Centar - Zagreb.

## Djela
Nepotpun popis
Zbirke rasprava:
- Istarske književne teme (1987.)
- Sjaj baštine (1990.)
- Izazov zavičaja (1990.)

Monografije:
- Istarski razvod, (1978.)
- Želimir Janeš, (1992.) (suautor Branko Fučić)
- Vukovar: Spomenica matice Hrvatske u povodu desete obljetnice Vukovarske tragedije 1991. – 2001., (2001.)
- Hrvatski ex libris, (2007.)
- Hrvatske autorske čestitke, (2011.)

Zbirka eseja: 
- Mrvice sa zagrebačkog stola (1994.)

Knjige:
- Leksikon hrvatske glagoljice (1995.)
- Hrvatska propovijed, (1996.)
- Istra – zavičaj starina i ljepota (2000.)
- Pula oduvijek (2001.)
- Aleja glagoljaša : stoljeća hrvatske glagoljice (2019.)
- Hrvatska glagoljica : postanak, razvitak, značenje (2022.), zbirka rasprava [6]

## Nagrade
- 2010.: Državna nagrada za znanost Republike Hrvatske za popularizaciju i promidžbu znanosti u području humanističkih znanosti
- 2012.: Nagrada Andrija Buvina Dana kršćanske kulture za doprinos razvoju kršćanske kulture i zastupanju kršćanskih vrijednosti u kulturno-javnom životu.

## Vanjske poveznice
Mrežna mjesta
- akademik Josip Bratulić – akademik Stjepan Damjanović: Hrvatska pisana kultura
- Josip Bratulić: Dvadeset godina obnovljene Matice hrvatske – Ustrajati znači opstati  Arhivirana inačica izvorne stranice od 10. prosinca 2010. (Wayback Machine)
- Romana Horvat, gl. ur., Davor Dukić i Mateo Žagar, ur., Knjige poštujući, knjigama poštovan : zbornik Josipu Bratuliću o 70. rođendanu, Biblioteka Zbornici, Zagreb : Matica hrvatska, 2010., ISBN 978-953-150-906-0, 574 str. (URL  Arhivirana inačica izvorne stranice od 27. siječnja 2012. (Wayback Machine))